# Shekarchi
Shekarchi (engelska: The Hunter) är en persisk dramafilm från 2010 i regi av Rafi Pitts, som även spelar i en av huvudrollerna. It Filmen nominerades till en Guldbjörn vid Berlins 60:e internationella filmfestival.

## Skådespelare
- Rafi Pitts - Ali Alavi
- Mitra Hajjar - Sara Alavi
- Ali Nicksaulat - Officer
- Hassan Ghalenoi - Polis och soldat
- Amir Ayoubi - Polis
- Naser Madahi - nattvakt
- Ali Mazinani - nattvakt
- Hossein Nickbakht - Receptionist
- Gholamreza Rajabzadeh - Polis
- Mansour Dowlatmand - Polis
- Manoochehr Rahimi - Inspektör
- Saba Yaghoobi - Saba Alavi
- Sara Kamrani - Sjuksköterska
- Malek Jahan Khazai - Mor
- Ismaïl Amani - Sanam
- Ossta Shah Tir - Far
- Ebrahim Safarpour - Polis
- Javad Nazari - Polis
- Said Hajmohammadi - Polis
- Fatemeh Alijani - Receptionist